# 内海 (宮崎市)
内海（うちうみ）とは、宮崎県宮崎市の地名および大字。正式には「宮崎市大字内海」の表記となる。青島地域自治区に属している。郵便番号は889-2301。

## 地理
宮崎市の南東部に位置し、「いるか岬」は宮崎市最南端となっている。ほとんどが山地である一方、海岸部は鰐塚山地によるリアス式海岸となっている。平地面積はわずかであり、内海地区、小内海地区に集落が認められる。海岸部は日南海岸国定公園に指定され、鬼の洗濯板と呼ばれる奇岩がみられる。
日南市と接しているほか、北方を大字折生迫、西方を大字鏡洲と接する。

## 世帯数と人口
2023年（令和5年）3月1日現在の世帯数と人口は以下の通りである。
| 町丁 | 世帯数  | 人口  |
| ---- | ------- | ----- |
| 内海 | 507世帯 | 831人 |

## 小・中学校の学区
市立小・中学校に通う場合、学区は以下の通りとなる。
| 町名 | 小学校             | 中学校             |
| ---- | ------------------ | ------------------ |
| 内海 | 宮崎市立内海小学校 | 宮崎市立青島中学校 |

## 交通

### 鉄道
JR日南線が通過しており、内海駅、小内海駅が設置されている。

### バス
宮交グループの運営するバスが営業している。

### 道路
- 国道220号 青島バイパス
- 宮崎県道350号内海港線
- 宮崎県道377号内海加江田線

## 施設
- 道の駅フェニックス
- 内海港
- 巾着島